# 華盛頓鎮區 (阿肯色州傑佛遜縣)
華盛頓鎮區（英語：Washington Township）是位於美國阿肯色州傑佛遜縣的一個行政鎮區。

## 地方資料
華盛頓鎮區的面積為162.87平方千米，當中陸地面積為161.04平方千米，而水域面積為1.83平方千米。根據2010年美國人口普查的數據，當地共有人口9380人，而人口密度為每平方千米57.59人。